# Pleasanton (Kalifornija)
Pleasanton je grad u američkoj saveznoj državi Kalifornija. Prema popisu stanovništva iz 2010. u njemu je živjelo 70.285 stanovnika.